# Swampscott
Swampscott ist eine Kleinstadt im Essex County des Bundesstaats Massachusetts in den Vereinigten Staaten. Das U.S. Census Bureau hat bei der Volkszählung 2020 eine Einwohnerzahl von 15.111 ermittelt. 
Swampscott, ein ehemaliges Sommerresort an der Massachusetts Bay, ist heute eine wohlhabende Wohngemeinde und umfasst das Dorf Beach Bluff sowie einen Teil des Stadtteils Clifton. Sie ist bekannt für ihren ruhigen Vorstadtcharakter und vier Strände.

## Geschichte
Der englisch klingende Name Swampscott stammt tatsächlich aus der Sprache eines lokalen Indianerstammes und bedeutet "roter Fels".
Swampscott wurde erstmals 1629 besiedelt, als östlicher Teil (Ward One) von Lynn, und wurde 1852 offiziell als eigene Gemeinde gegründet. Im Jahr 1857 wurde ein Stück des äußersten westlichen Endes von Salem, das damals als „Salem Finger“ bekannt war, Teil von Swampscott. Als Strandsiedlung nördlich von Boston, die 3 Quadratmeilen (7,8 km²) groß ist und an Salem, Marblehead und Lynn grenzt, war Swampscott zu Beginn des 20. Jahrhunderts ein wichtiges Ziel für wohlhabende Einwohner Bostons. Während Revere Beach, das nur ein paar Kilometer weiter liegt, technisch gesehen der erste öffentliche Strand Amerikas ist, war Swampscott de facto der erste Ferienort.
Unter der Bezeichnung Olmsted Subdivision Historic District ist seit 2002 ein 49 ha großes Areal der Stadt im National Register of Historic Places eingetragen.

## Demografie
Laut einer Schätzung von 2019 leben in Swampscott 15.298 Menschen. Die Bevölkerung teilt sich im selben Jahr auf in 93,5 % Weiße, 1,5 % Afroamerikaner, 2,2 % Asiaten, 2,1 % mit zwei oder mehr Ethnizitäten. Hispanics oder Latinos aller Ethnien machten 2,5 % der Bevölkerung aus. Das mittlere Haushaltseinkommen lag bei 113.407 US-Dollar und die Armutsquote bei 3,1 %.

## Söhne und Töchter der Stadt
- Walter Brennan (1894–1974), Schauspieler und Sänger
- Stanley R. Hart (* 1935), Geologe und Geochemiker
- Sarah Pillsbury Harkness (1914–2013), Architektin
- Bradley Lord (1939–1961), Eiskunstläufer